# Lista odcinków serialu Bull
Lista odcinków serialu telewizyjnego Bull – emitowanego przez amerykańską stację telewizyjną CBS od 20 września 2016 roku, natomiast w Polsce od 11 czerwca 2019 roku przez Canal+ Seriale.
| Sezon | Odcinki | Oryginalna emisja w CBS | Oryginalna emisja w CBS | Oryginalna emisja w Canal+ Seriale | Oryginalna emisja w Canal+ Seriale | Oryginalna emisja w Canal+ Seriale |
| Sezon | Odcinki | Premiera sezonu         | Finał sezonu            | Premiera sezonu                    | Finał sezonu                       |                                    |
| ----- | ------- | ----------------------- | ----------------------- | ---------------------------------- | ---------------------------------- | ---------------------------------- |
| 1     | 23      | 20 września 2016        | 23 maja 2017            | 11 czerwca 2019                    | 27 sierpnia 2019                   |                                    |
| 2     | 22      | 26 września 2017        | 8 maja 2018             | 3 września 2019                    | 12 listopada 2019                  |                                    |
| 3     | 22      | 24 września 2018        | 13 maja 2019            | —                                  | —                                  |                                    |
| 4     | 20      | 23 września 2019        | 4 maja 2020             | —                                  | —                                  |                                    |

## Sezon 1 (2016-2017)
| Nr | #  | Tytuł                  | Reżyseria        | Scenariusz                               | Premiera w CBS       | Premiera w Canal+ Seriale |
| -- | -- | ---------------------- | ---------------- | ---------------------------------------- | -------------------- | ------------------------- |
| 1  | 1  | The Necklace           | Rodrigo Garcia   | Paul Attanasio, Phil McGraw              | 20 września 2016     | 11 czerwca 2019           |
| 2  | 2  | The Woman In 8D        | Doug Aarniokoski | Mark Goffman, David Wilcox               | 27 września 2016     | 11 czerwca 2019           |
| 3  | 3  | Unambiguious           | Jan Eliasberg    | Liz Kruger, Craig Shapiro                | 11 października 2016 | 18 czerwca 2019           |
| 4  | 4  | Callisto               | Dennis Smith     | Jesse Stern                              | 18 października 2016 | 18 czerwca 2019           |
| 5  | 5  | Just Tell the Truth    | Peter Werner     | Cole Maliska                             | 25 października 2016 | 25 czerwca 2019           |
| 6  | 6  | Bedside Manner         | Paul Edwards     | Dan Dietz                                | 15 listopada 2016    | 25 czerwca 2019           |
| 7  | 7  | Never Saw the Sign     | Peter Leto       | Mark Goffman, Elizabeth Peterson         | 22 listopada 2016    | 2 lipca 2019              |
| 8  | 8  | Too Perfect            | Dan Lerner       | Blake Taylor, Elizabeth Peterson         | 6 grudnia 2016       | 2 lipca 2019              |
| 9  | 9  | Light My Fire          | Dennis Smith     | David Wilcox                             | 13 grudnia 2016      | 9 lipca 2019              |
| 10 | 10 | E.J.                   | Brad Turner      | David Hoselton, Sam McConnell            | 3 stycznia 2017      | 9 lipca 2019              |
| 11 | 11 | Teacher's Pet          | Holly Dale       | Chris Erric Maddox, Indira Gibson Wilson | 17 stycznia 2017     | 16 lipca 2019             |
| 12 | 12 | Stockholm Syndrome     | Jet Wilkinson    | Jesse Stern, dr Phillip C. McGraw        | 24 stycznia 2017     | 16 lipca 2019             |
| 13 | 13 | The Fall               | Doug Aarniokoski | David Hoselton, Thomas Wong              | 7 lutego 2017        | 23 lipca 2019             |
| 14 | 14 | It's Classified        | Dennis Smith     | Chamblee Smith, Ashley Gable             | 14 lutego 2017       | 23 lipca 2019             |
| 15 | 15 | What's Your Number?    | Edward Ornelas   | Cole Maliska                             | 21 lutego 2017       | 30 lipca 2019             |
| 16 | 16 | Free Fall              | Jan Eliasberg    | John A. Norris                           | 7 marca 2017         | 30 lipca 2019             |
| 17 | 17 | Name Game              | Laura Belsey     | Pamela Wechsler                          | 28 marca 2017        | 6 sierpnia 2019           |
| 18 | 18 | Dressed to Kill        | Larry Teng       | Ashley Gable                             | 4 kwietnia 2017      | 6 sierpnia 2019           |
| 19 | 19 | Bring It On            | Doug Aarniokoski | Simran Baidwan                           | 18 kwietnia 2017     | 13 sierpnia 2019          |
| 20 | 20 | Make Me                | Tricia Brock     | Mary Leah Sutton                         | 2 maja 2017          | 13 sierpnia 2019          |
| 21 | 21 | Welcome Back, Dr. Bull | Russell Fine     | John A. Norris                           | 9 maja 2017          | 20 sierpnia 2019          |
| 22 | 22 | Dirty Little Secrets   | Dennis Smith     | David Hoselton                           | 16 maja 2017         | 20 sierpnia 2019          |
| 23 | 23 | Benevolent Deception   | Doug Aarniokoski | Mark Goffman                             | 23 maja 2017         | 27 sierpnia 2019          |

## Sezon 2 (2017-2018)
| Nr | #  | Tytuł                       | Reżyseria          | Scenariusz                                        | Premiera w CBS       | Premiera w Canal+ Seriale |
| -- | -- | --------------------------- | ------------------ | ------------------------------------------------- | -------------------- | ------------------------- |
| 24 | 1  | School for Scandal          | Vincent Misiano    | Glenn Gordon Caron                                | 26 września 2017     | 3 września 2019           |
| 25 | 2  | Already Gone                | Doug Aarniokoski   | Mark Goffman                                      | 3 października 2017  | 3 września 2019           |
| 26 | 3  | A Business of Favors        | Dan Lerner         | Pamela Wechsler                                   | 10 października 2017 | 10 września 2019          |
| 27 | 4  | The Illusion of Control     | Peter Werner       | Sarah Haught                                      | 17 października 2017 | 10 września 2019          |
| 28 | 5  | Play the Hand You're Dealt  | Peter Werner       | Sarah Haught                                      | 24 października 2017 | 17 września 2019          |
| 29 | 6  | The Exception to the Rule   | Dan Lerner         | Michael Peterson                                  | 31 października 2017 | 17 września 2019          |
| 30 | 7  | No Good Deed                | Laura Belsey       | Pamela Wechsler                                   | 7 listopada 2017     | 24 września 2019          |
| 31 | 8  | The Devil, the Detail       | Alex Pillai        | Hannah Park                                       | 14 listopada 2017    | 24 września 2019          |
| 32 | 9  | Thanksgiving                | Leslie Libman      | Marissa Matteo                                    | 21 listopada 2017    | 1 października 2019       |
| 33 | 10 | Home for the Holidays       | Mike Smith         | Veronica West, Sarah Kucserka                     | 12 grudnia 2017      | 1 października 2019       |
| 34 | 11 | Survival Instincts          | Dennis Smith       | Pamela Weschler                                   | 2 stycznia 2018      | 8 października 2019       |
| 35 | 12 | Grey Areas                  | Vincent Misiano    | Sarah H. Haught                                   | 9 stycznia 2018      | 8 października 2019       |
| 36 | 13 | Kill Shot                   | Aaron Lipstadt     | Veronica West, Sarah Kuscerka                     | 23 stycznia 2018     | 15 października 2019      |
| 37 | 14 | Keep Your Friends Close     | Ed Ornelas         | Travis Donnelly                                   | 6 lutego 2018        | 15 października 2019      |
| 38 | 15 | Witness for the Prosecution | Alex Pillai        | Marissa Matteo                                    | 27 lutego 2018       | 22 października 2019      |
| 39 | 16 | Absolution                  | Aaron Lipstadt     | Pamela Wechsler                                   | 6 marca 2018         | 22 października 2019      |
| 40 | 17 | Gag Order                   | Nina Lopez-Corrado | Sarah Haught                                      | 13 marca 2018        | 29 października 2019      |
| 41 | 18 | Bad Medicine                | Bethany Rooney     | Erica Peterson                                    | 27 marca 2018        | 29 października 2019      |
| 42 | 19 | A Redemption                | Alrick Riley       | Hannah Park                                       | 3 kwietnia 2018      | 5 listopada 2019          |
| 43 | 20 | Justified                   | Dennis Smith       | Chamblee Smith                                    | 17 kwietnia 2018     | 5 listopada 2019          |
| 44 | 21 | Reckless                    | Vincent Misiano    | Glenn Gordon Caron, Veronica West, Sarah Kuscerka | 1 maja 2018          | 12 listopada 2019         |
| 45 | 22 | Death Sentence              | Vincent Misiano    | Glenn Gordon Caron, Veronica West, Sarah Kuscerka | 8 maja 2018          | 12 listopada 2019         |

## Sezon 3 (2018-2019)
| Nr | #  | Tytuł                         | Reżyseria          | Scenariusz                                         | Premiera w CBS       |
| -- | -- | ----------------------------- | ------------------ | -------------------------------------------------- | -------------------- |
| 46 | 1  | The Ground Beneath Their Feet | Bethany Rooney     | Glenn Gordon Caron                                 | 24 września 2018     |
| 47 | 2  | Jury Duty                     | Aaron Lipstadt     | Pamela Wechsler                                    | 1 października 2018  |
| 48 | 3  | Excessive Force               | Russell Fine       | Nichole Millard, Kathryn Price                     | 8 października 2018  |
| 49 | 4  | Justice for Cable             | Randy Zisk         | Bill Chais                                         | 15 października 2018 |
| 50 | 5  | The Missing Piece             | Stacey K. Black    | Veronica West, Sarah Kucserka                      | 22 października 2018 |
| 51 | 6  | Fool Me Twice                 | Mike Smith         | Sarah H. Haught                                    | 29 października 2018 |
| 52 | 7  | A Girl Without Feelings       | Mary Lou Belli     | Chamblee Smith                                     | 5 listopada 2018     |
| 53 | 8  | But for the Grace             | Dennis Smith       | Pamela Wechsler                                    | 12 listopada 2018    |
| 54 | 9  | Separation                    | Kevin Berlandi     | Travis Donnelly                                    | 3 grudnia 2018       |
| 55 | 10 | A Higher Law                  | Carl Seaton        | Steven Martinez                                    | 10 grudnia 2018      |
| 56 | 11 | Separate Together             | Dan Lerner         | Bill Chais                                         | 14 stycznia 2019     |
| 57 | 12 | Split Hairs                   | Bethany Rooney     | Sam McConnell                                      | 21 stycznia 2019     |
| 58 | 13 | Prior Bad Acts                | Dan Lerner         | Nichole Millard, Kathryn Price                     | 4 lutego 2019        |
| 59 | 14 | Leave It All Behind           | Mike Smith         | Sarah H. Haught                                    | 11 lutego 2019       |
| 60 | 15 | Security Fraud                | Jono Oliver        | Marissa Matteo                                     | 18 lutego 2019       |
| 61 | 16 | Forfeiture                    | Alex Pillai        | Pamela Wechsler                                    | 25 lutego 2019       |
| 62 | 17 | Parental Guidance             | Dennis Smith       | Travis Donnelly                                    | 18 marca 2019        |
| 63 | 18 | Don't Say a Word              | Alex Pillai        | Nichole Millard, Kathryn Price                     | 1 kwietnia 2019      |
| 64 | 19 | Bounty                        | Tessa Blake        | Bill Chais                                         | 15 kwietnia 2019     |
| 65 | 20 | The Good One                  | Dennis Smith       | Travis Donnelly, Steven Martinez                   | 29 kwietnia 2019     |
| 66 | 21 | When the Rains Came           | Bethany Rooney     | Sarah H. Haught, Chamblee Smith                    | 6 maja 2019          |
| 67 | 22 | Pillar of Salt                | Glenn Gordon Caron | Nichole Millard, Kathryn Price, Glenn Gordon Caron | 13 maja 2019         |

## Sezon 4 (2019-2020)
| Nr | #  | Tytuł               | Reżyseria          | Scenariusz                     | Premiera w CBS       |
| -- | -- | ------------------- | ------------------ | ------------------------------ | -------------------- |
| 68 | 1  | Labor Days          | Bethany Rooney     | Glenn Gordon Caron             | 23 września 2019     |
| 69 | 2  | Fantastica Voyage   | Michael Weatherly  | Pamela Wechsler                | 30 września 2019     |
| 70 | 3  | Rectify             | Kevin Berlandi     | Kathryn Price, Nichole Millard | 7 października 2019  |
| 71 | 4  | Her Own Two Feet    | Dan Lerner         | Sarah H. Haught                | 14 października 2019 |
| 72 | 5  | Billboard Justice   | Aaron Lipstadt     | Travis Donnelly                | 21 października 2019 |
| 73 | 6  | Into the Mystic     | Dennis Smith       | Marissa Matteo                 | 28 października 2019 |
| 74 | 7  | Doctor Killer       | Valerie Weiss      | Larry Kaplow                   | 4 listopada 2019     |
| 75 | 8  | Safe and Sound      | Glenn Gordon Caron | Pamela Wechsler                | 18 listopada 2019    |
| 76 | 9  | The Flying Carpet   | Anne Hamilton      | Chamblee Smith                 | 25 listopada 2019    |
| 77 | 10 | Imminent Danger     | Gonzalo Amat       | Mary Lou Belli                 | 16 grudnia 2019      |
| 78 | 11 | Look Back in Ange   | Tessa Blake        | Sarah H. Haught                | 6 stycznia 2020      |
| 79 | 12 | Behind the Ivy      | Alex Pillai        | Steven Paul Martinez           | 20 stycznia 2020     |
| 80 | 13 | Child of Mine       | Dennis Smith       | Marissa Matteo                 | 3 lutego 2020        |
| 81 | 14 | Quid Pro Quo        | Bethany Rooney     | Pamela Wechsler                | 10 lutego 2020       |
| 82 | 15 | Flesh and Blood     | John Aronson       | Kathryn Price, Nichole Millard | 17 lutego 2020       |
| 83 | 16 | Missing             | Mike Smith         | Zyana Salazar, Larry Kaplow    | 9 marca 2020         |
| 84 | 17 | The Invisible Woman | Randy Zisk         | Sarah H. Haught                | 16 marca 2020        |
| 85 | 18 | Off the Rails       | Mike Smith         | Travis Donnelly                | 6 kwietnia 2020      |
| 86 | 19 | The Sovereigns      | Carlos Bernard     | Pamela Wechsler                | 13 kwietnia 2020     |
| 87 | 20 | Wrecked             | Dennis Smith       | Nichole Millard                | 4 maja 2020          |